# Есиплево (Дмитриевское сельское поселение)
Есиплево — деревня в Даниловском районе Ярославской области. Входит в состав Дмитриевского сельского поселения.

## География
Находится в северо-восточной части Ярославской области на расстоянии приблизительно 12 км на юг-юго-запад по прямой от железнодорожного вокзала города Данилова, административного центра района.

## История
В 1859 году здесь (деревня Даниловского уезда Ярославской губернии) было учтено 7 дворов, в 1898 — 10.

## Население
Численность населения: 55 человек (1859 год), 3 (русские 100 %) в 2002 году, 2 в 2010.